# Rodrigo Hoffmann
Rodrigo Hoffmann da Rosa, o Maluquinho (Porto Alegre, 01 de outubro de 1985) é um publicitário, empresário, podcaster, youtuber e colunista de Jornal. residente em Porto Alegre. Atuante no mercado de Marketing Digital como comunicador digital de artistas e esportistas nacionais, tais como: Ronaldinho Gaúcho, Claudia Leitte, Rorion Gracie, Fabrício Werdum, Jakson Follmann, Luiz Adriano, Jô e Daniel Zukerman e Gustavo Kuerten..
Em 2018, 2020, 2021 e 2022 foi premiado com o Troféu Jovem Empresário entregue pela Associação dos Jovens Empresários de Porto Alegre - AJE, no evento realizado no Instituto Ling e, contou com a presença de lideranças empresariais e políticas do Rio Grande do Sul.
Começou sua carreira em agências de publicidade, depois foi Gerente de Comunicação do Programa Gaúcho da Qualidade e Produtividade - PGQP, ONG fundada pelo empresário gaúcho Jorge Gerdau, em seguida, empreendeu criando uma agência própria de comunicação digital.
Dividiu palco, como palestrante, com personalidades do mercado gaúcho, como Marcos Piangers e Julio Mottin Neto. Também com Caco Barcellos e Terezinha Rios.

## Vida Pessoal

#### Infância
Passou parte da sua infância em Porto Alegre e Florianópolis, onde estudou em colégios com influência católica. Aos 9 anos se mudou para a  capital catarinense. Em 1999, teve primeiro contato com a comunicação digital, onde criou e gerenciou um canal de mIRC chamado #Code.

#### Hobbies
Visitou países a trabalho e/ou passeio. Suas redes sociais apontam viagens para países da América Latina, Europa Oriental e Ocidental, Oriente Médio,África e Ásia. É jogador de tênis amador e frequentador de festas noturnas.

## Carreira

#### Influenciadores
Possuiu um site chamado "o maluquinho" e o canal digital "o maluquinho TV". Enfrentando os meios de comunicação, que ainda não tinham boas experiências no mercado digital, criou um site em formato blog, com postagens diárias de opinião de aproximadamente 20 colunistas, influenciadores em suas áreas. Na sequência foi criado o canal de youtube, com conteúdos diversos: esportes, música e entretenimento, mas o principal eram os vídeos gravados nas casas noturnas de Porto Alegre. Entrevistou funkeiros brasileiros, tais como: Mr. Catra, Buchecha, Naldo e Mc Marcinho.

#### Agências de Publicidade
Trabalhou nas agências de Publicidade Parla Comunicação e SLM Ogilvy, onde atuou como Assistente de Atendimento em ambas.

#### Experiência nos EUA
Após se formar em Publicidade e Propaganda pela PUCRS, foi morar nos Estados Unidos, na cidade de Redondo Beach, onde trabalhou na empresa de importação de sua família, que chegou a ter 5 filiais em algumas cidades da Califórnia, como Torrance e Thousand Oaks.

#### Retorno ao Brasil
Entrou no Programa Gaúcho da Qualidade e Produtividade, ONG voltada à metodologias de Gestão e Qualidade, fundada e Presidida pelo empresário gaúcho Jorge Gerdau. Nesta ONG, começou como Assistente de Comunicação e saiu como Gerente de Comunicação, onde atuou na interlocução do Programa com seus mais de 80 comitês. além da atuar como porta-voz do Programa em movimentos sociais. Durante esse período, teve artigos publicados em jornais do país .

#### Começo do Empreendedorismo
Alterou o rumo de sua carreira quando abriu, em sociedade, uma agência de Comunicação. Começaram atuando em Comunicação digital, tiveram a primeira sede na Av. Carlos Gomes, em Porto Alegre/RS, e depois passaram para a Av. Borges de Medeiros, na mesma cidade. A empresa tinha 6 meses quando passou a atender a Philips para trabalhos de PDV no mercado gaúcho. Após isso, eles assumiram as redes sociais de Ronaldinho Gaúcho. O atleta chegou a usar uma bandana levando o nome da agência . A agência atendeu a conta de celebridades como Fabrício Werdum, Rorion Gracie, Luiz Adriano, Jô, Claudia Leitte e João Lucas & Marcelo. Sua agência, nesse período, contratou a francesa Alice Liogier para trabalhar como intercambista.. Sua agência foi reconhecida pelo trabalho realizado no mercado digital. 

#### Mercado de Games
Desenvolveu projetos no mercado de games mobile, quando lançaram, globalmente, o jogo Ronaldinho SuperDash. O jogo teve milhões de downloads no mundo,  contribuindo ao fortalecimento da imagem do atleta, porém não teve o retorno financeiro esperado. . O jogo ganhou versões especiais, como um especial de Carnaval . Este jogo fez parte de uma das estratégias pós-carreira do jogador  e repercutiu na imprensa nacional e estrangeira .

#### Novos Ares
Em 2017, após o desfecho da sociedade, trocou o nome de sua empresa para Agência JKR e, em 2018 trocou o endereço da sede da empresa, levando para uma casa no Bairro Praia de Belas, em Porto Alegre (RS). Neste período, a agência passou a atender a comunicação do tenista Gustavo Kuerten, um dos maiores tenistas do mundo  e implementou o marketing digital no Grêmio, um dos principais clubes de futebol do Brasil. . Em 2018 passou a atender novas celebridades, como a atriz e apresentadora Nívea Stelmann e o apresentador e narrador Paulo Brito. Em 2019, passou a atender a conta de Jakson Follmann, ex-futebolista brasileiro, onde trabalharam na campanha de marketing digital que ajudou o ex-atleta a se consagrar campeão do Programa Popstar da Rede Globo.. Em 2019, 2021 e 2023, conquistou o prêmio Top de Marketing da ADVB com um de seus clientes..
Investimentos
Em 2021, expandiu a agência para o Canadá, com a participação de sócios-investidores canadenses e brasileiros. . Em 2022, a empresa estava com 60 colaboradores, com sede em 3 países e tendo um faturamento anual próximo dos R$7.000.000,00 de reais. Em 2023, a empresa abriu uma sede nos EUA, na cidade de Nova York. Em 2025, investiu 2,28 milhões de reais na construção da nova sede de sua agência de marketing. 
Produções
Produziu a campanha "Estilo Brasileiro", para uma marca de apostas esportivas russa, que teve a participação de Nyvi Estephan, filmada numa fábrica abandonada no Brás, em São Paulo/SP. Estave à frente da campanha nacional da Buser com o atleta Ronaldinho Gaúcho. Produziu campanha com o ícone da música brasileira, Zeca Pagodinho e com a atriz Deborah Secco. Desenvolveu campanhas de comunicação na Polônia, Estônia, Letônia, Romênia, Quênia e Zâmbia. O trabalho na Romênia resultou em convite do embaixador brasileiro na Romênia, Ricardo Guerra de Araújo, para palestrar na embaixada brasileira em Bucareste, na Romênia.

#### Colunista
Atuou por aproximadamente 1 ano como colunista do Jornal Correio do Povo, um dos jornais impressos com maior número de circulação do país. Onde escreveu matérias sobre entretenimento, lazer, trabalho, política e opiniões diversas, além de algumas campanhas de conscientização social.

#### Modelo
Foi modelo informal, numa espécie de homenagem, no evento Donna Week Iguatemi, realizado pelo Shopping Iguatemi Porto Alegre, em parceria com o Grupo RBS, nessa oportunidade, desfilou de forma amadora junto com outros embaixadores do evento.
Festa
Teve uma festa criada em sua homenagem em 24 de Maio de 2019, realizada na Casa Noturna LOV, localizada na Av. Casemiro de Abreu em Porto Alegre. Foi um evento onde tocou o DJ Pedro Sampaio. A festa se chamou "Bora Maluquinho" e teve como tema os hábitos e a vida de Rodrigo. O mesmo evento acabou recebendo uma segunda edição, no dia 7 de Junho de 2019, no mesmo lugar, que teve como atração o funkeiro carioca MC G15.
Responsabilidade Social
Desenvolveu, em conjunto com os empresários João Francisco Hack e João Johannpeter, uma ação social chamada "Histórias que Deixam Marcas", para contribuir na recuperação de pequenas empresas fragilizadas com a crise causada pelo novo coronavírus. Esta ação doou mais de R$200.000,00 em serviços para empresas de todo o Brasil.
Podcast

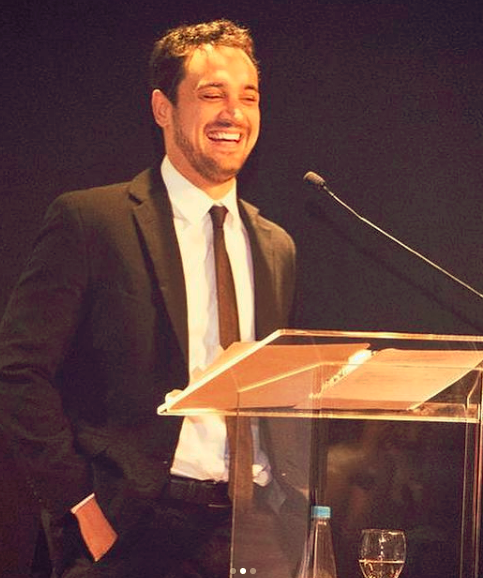
Rodrigo Hoffmann em discurso de recebimento do Prêmio Jovem Empresário no ano de 2018 em Porto Alegre

Foi um dos fundadores e apresentador do podcast "Não Tem Segredo" que possuía conteúdo semanal sobre os bastidores e histórias do marketing digital.

## Reconhecimentos
- Troféu Marcelino Champagnat (Entregue pela PUCRS em 2006)
- Prêmio Jovem Empresário (Entregue pela AJE em 2018, 2020, 2021 e 2022)[87][15]
- Top de MKT, com case Prontosul (Entregue pela ADVB/RS em 2019, 2021 e 2023)[88][89][90][91][92]
- Empresário Destaque (Entregue pela AJE em 2022)[93]

## Palestras e Imprensa
Participa de eventos e palestras no Brasil e no Exterior, contando suas experiências como empreendedor, o desafio de gestão de pessoas, o mercado do marketing digital e sua relação com as celebridades. 
No Canadá, palestrou no evento XcelerateSummit, na cidade de Barrie, com o tema How big brands create their digital strategies. Outras palestras identificadas: Fórum Gestão de Pessoas , CONEDI, Tá na Mesa, da Federasul,  Semana do Jornalista da ESPM , PIB , DIA E, realizado pelo Grupo RBS, dividindo o palco com Marcos Piangers , Semana do Jovem Empreendedor , Happy Hour Empreendedor e, o Papo Inquieto, realizado pela Famecos e PUCRS , também palestrou na Faculdade de Medicina da UFRGS no Evento Medicina Fora da Caixa, Empreender na Vida Real. Palestrou duas vezes no mesmo dia, no evento Feira de Oportunidades da UFRGS. Foi palestrante do evento AJE Conecta, ao lado de Diogo Kalil., Foi entrevistado pelo Sindilojas., CONEDI em 2021, na PUCRS e também em Caxias do Sul/RS.. Palestrou no CONEDI de 2023, na PUCRS, em Porto Alegre/RS, Noroeste Summit, em Três de Maio/RS, em 2024. 